# Reggimenti italiani (repubbliche giacobine)
Nella presente lista dei reggimenti italiani (repubbliche giacobine), sono riportati tutti i reggimenti e corpi militari delle républiques sœurs italiane che hanno preso parte alle guerre della rivoluzione francese dal 1796 alla pace di Amiens.

## Repubblica Cispadana (1796-1797)

### Truppe ausiliarie di Bologna e Ferrara
- Guardia civica assoldata di Bologna e Forte Urbano, o Battaglione dei rigadèn (2 luglio 1796 - 15 febbraio 1797) su 2 compagnie interne (poi a Forlì e Rimini) e 4 distaccate a Castelbolognese, Imola, Forte Franco, Pizzighettone e Peschiera, poi incorporati nelle legioni cisalpine 3a, 4a e 5a
- Battaglione volontari assoldati di Ferrara (30 luglio 1796)
- Battaglione guastatori bolognesi (24 settembre 1796)
- Battaglione guastatori ferraresi (24 settembre 1796)

### Legione Cispadana, poi 3ª, 4ª e 5ª Cisalpina
La Legione Cispadana fu istituita il 18 ottobre 1796, e posta al comando del generale di brigata Angelo Scarabelli Pedoca
- I coorte bolognese su 7 centurie (granatieri e 1ª-6ª fucilieri)
- II coorte modenese su 7 centurie (granatieri e 1ª-6ª fucilieri)
- III coorte reggiana su 7 centurie (granatieri e 1ª-6ª fucilieri)
- IV coorte ferrarese su 7 centurie (granatieri e 1ª-6ª fucilieri)
- V coorte "patrioti italiani" (in realtà composta da disertori stranieri e detta perciò "colletizia" o "forestiera") su 7 centurie (granatieri e 1ª-6ª fucilieri)
- coorte Emiliana[1], Centuria Imolese, Compagnia di Pesaro
- Compagnia cacciatori a cavallo Modenese-Reggiana
- Compagnia Cacciatori a cavallo Bolognese-Ferrarese
- 1ª e 2ª Divisione d'artiglieria

### Guardia Nazionale
- Guardia civica stabile o urbana di Bologna (19 settembre 1796 - 2 gennaio 1797)
- Guardia nazionale

## Repubbliche Transpadane e Venete

### Legione Lombarda poi 1ª e 2ª Cisalpina
Primo ordinamento (8 ottobre 1796)

Bandiera dei Cacciatori a cavallo della Legione Lombarda

- Coorti I, IV e V milanesi: le ultime due non costituite; II Lodigiana e Pavese; III Cremonese; VI Comasca; VII Patrioti italiani (tutte su 1 compagnia granatieri, 3 fucilieri e 1 cacciatori)
- Compagnia Cacciatori a cavallo
- Divisione d'artiglieria su 4 pezzi
- Eclaireurs (legionari scelti tratti dalle coorti)

Secondo ordinamento (25 febbraio 1797)
- 1ª Mezza Brigata (poi Legione) lombarda poi 1ª Cisalpina (Luigi Peyri)
- 2ª Mezza Brigata (poi Legione) lombarda poi 2ª Cisalpina (Domenico Pino)

### Legione Bresciana poi 6ª Cisalpina
L'ordinamento della Legione Bresciana avvenne il 11 maggio 1797 sulla seguente base:
- 1a e 2a Mezza Legione (Coorti Bresciane I, II, III, IV)
- Cavalleria legionaria (2 squadroni)
- Artiglieria e treno legionari
- Ussari bresciani

### Repubbliche di Bergamo e Crema
- Legione Bergamasca (13 marzo 1797) poi II/2ª legione lombarda (2 agosto 1797)
- Coorte Cremasca (3 compagnie) poi incorporata nella 1ª legione lombarda

### Truppe veneziane poi 8ª Legione Cisalpina
- Legione Veneziana poi 8ª cisalpina (12 agosto 1797-27 dicembre 1798) su 3 battaglioni (1º, 2º, 3º), compagnia d'artiglieria e corpo del genio
- Compagnia Corazze di Venezia
- Cacciatori a cavallo veneziani
- Ussari veronesi

### Truppe franco-venete poi 7ª Legione Cisalpina
Ordinamento 23 luglio 1797:
- Battaglioni franco-veneti poi 7ª legione cisalpina (Battaglioni Padovano o Euganeo, Vicentino, Veronese)
- Battaglione franco-veneto di Treviso (23 luglio 1797)
- Battaglione franco-veneto di Udine (16 ottobre 1797)
- Compagnie ussari di requisizione veneti (Veneziana, Padovana, Vicentina, Veronese, Trevigiana, Bellunese-Feltrina)

## Prima Repubblica Cisalpina (1797-1799)

### Divisioni militari cisalpine
| Divisioni  | Dipartimenti | Divisioni  | Dipartimenti |
| ---------- | ------------ | ---------- | ------------ |
| 1a Bologna | Rubicone     | 5a Bergamo | Serio        |
| "          | Lamone       | "          | Montagna     |
| "          | Reno         | "          | Adda e Oglio |
| "          | Alpi Apuane  | 6a Milano  | Olona        |
| 2a Ferrara | Basso Po     | "          | Lario        |
| "          | Alta Padusa  | "          | Verbano      |
| 3a Mantova | Mincio       | "          | Ticino       |
| "          | Panaro       | 7a Cremona | Adda         |
| 4a Lonato  | Benaco       | "          | Alto Po      |
| "          | Mella        | "          | Crostolo     |

### Guardia del Corpo Legislativo
- Guardia del Direttorio esecutivo (30 giugno 1797-20 aprile 1799) fornita a turni mensili dalle legioni e dagli ussari e dragoni
- Guardia del Corpo Legislativo (26 novembre 1797 - 15 settembre 1798) previsto dalla costituzione ma non costituito: il servizio supplito dalla guardia nazionale di Milano

### Formazione delle legioni cisalpine (1797)
A) Incorporazione delle unità transpadane
| Vecchie Coorti                            | Legioni cisalpine                  | Battaglioni cisalpini | Mezze Brigate               |
| ----------------------------------------- | ---------------------------------- | --------------------- | --------------------------- |
| Coorte I Milanese Vandoni/Peyri           | 1ª Legione Cisalpina (Peyri)       | I/1ª Vandoni          |                             |
| Coorte II Lodigiano-Pavese Rougier/Ferret | 1ª Legione Cisalpina (Peyri)       | II/1ª Rougier         | III/1ª di linea Rougier     |
| Coorte III Cremonese M. Ferrent           | 2ª Legione Cisalpina (Pino)        | I/2ª Robillard        |                             |
| Coorte IV Milanese D. Pino/F. Rossi       | incorporata nella II coorte        | -                     |                             |
| Coorte V Milanese Serres/Rougier          | incorporata nella III coorte       |                       |                             |
| Coorte VI Comasca Fontana/Paini/Pino      | 2ª Legione Cisalpina (Pino)        | II/2ª Serres          |                             |
| Coorte VII Patrioti Robilant              | non costituita                     |                       |                             |
| Cremasca                                  | incorporata nella III/1ª Peyri     | III/1ª M. Ferrent     | I/1ª di linea Ferrent       |
| Bergamasca Sant'Andrea                    | 2ª Legione Cisalpina (Pino)        | III/2ª Fontane        |                             |
| Coorte I Bresciana, T. Lechi              | 6ª Legione Cisalpina (Orsatelli)   | I/6ª T. Lechi         |                             |
| Coorte II Bresciana, F. Caprioli          | 6ª Legione Cisalpina (Orsatelli)   | II/6ª P. Foresti      |                             |
| Coorte III Bresciana, P. Foresti          | 6ª Legione Cisalpina (Orsatelli)   | III/6ª G. Guerin      |                             |
| Coorte IV Bresciana, J. Guerin            | incorporata nel I-III/6ª           |                       |                             |
| Padovano J. Audifred]                     | 7ª Legione Cisalpina (Sant'Andrea) | I/7ª J. Audifred      |                             |
| Vicentino G. David                        | 7ª Legione Cisalpina (Sant'Andrea) | II/7ª G. David        |                             |
| Veronese S. Ferrante                      | 7ª Legione Cisalpina (Sant'Andrea) | III/7ª Lasinio        |                             |
| 1° veneziano F. Morosini                  | 8ª Legione Cisalpina (Milossevich) | I/8ª Morosini         | I/3ª di linea Cappi         |
| 2° veneziano Viani                        | 8ª Legione Cisalpina (Milossevich) | II/8ª Viani           |                             |
| 3° veneziano Verlato                      | incorporato nel I e II veneziano   |                       |                             |
| Trevigiano P. Martincourt                 | 8ª Legione Cisalpina (Milossevich) | III/8ª Martincourt    | III/3ª di linea Martincourt |
| Cacciatori Bresciani P. Foresti           | autonomo                           | BCB Girard            | I/1ª leggera Girard         |
| del Serio, Scotti                         | 5ª Legione Cisalpina (Severoli)    | III/5ª Scotti         | II/3ª di linea Scotti       |

B) Incorporazione delle unità cispadane 
| Vecchie Coorti                 | Legioni cisalpine               | Battaglioni cisalpini    | Mezze Brigate           |
| ------------------------------ | ------------------------------- | ------------------------ | ----------------------- |
| Coorte I Bolognese, Piella     | 4ª Legione Cisalpina (Piella)   | I/4a Moroni              | II/1ª leggera, Guidetti |
| Coorte II Modenese, Fontanelli | 3ª Legione Cisalpina (Spinola)  | I/3ª Fontanelli          | II/1ª di linea          |
| Coorte III Reggiana, Scaruffi  | 3ª Legione Cisalpina (Spinola)  | II/3ª Massera            | II/1ª di linea          |
| Coorte IV Ferrarese, Guidetti  | 4ª Legione Cisalpina (Piella)   | incorporata nel I/4ª     |                         |
| Coorte V forestiera, Belfort   | 4ª Legione Cisalpina (Piella)   | II/4ª Belfort            | III/1ª leggera, Belfort |
| Coorte Emiliana, Lorot         | 5ª Legione Cisalpina (Severoli) | I/5ª Lorot - II/5ª Succi | III/1ª leggera          |
| Centuria Imolese, Cappi        | 4ª Legione Cisalpina (Piella)   | incorporata nel I/4ª     |                         |
| Compagnia di Pesaro            | 4ª Legione Cisalpina (Piella)   | incorporata nel III/4ª   |                         |
| Nuove reclute                  | 3ª Legione Cisalpina (Spinola)  | III/3ª Cappi             | II/1ª di linea          |
| Nuove reclute                  | 4ª Legione Cisalpina (Piella)   | III/4ª Guidetti          | II/1ª leggera           |

### Fanteria cisalpina
Ordinamento estate 1797
- 1ª Legione Cisalpina (lombarda)
- 2ª Legione Cisalpina (lombarda)
- 3ª Legione Cisalpina (modenese)
- 4ª Legione Cisalpina (cispadana)
- 5ª Legione Cisalpina (emiliana)
- 6ª Legione Cisalpina (bresciana)
- 7ª Legione Cisalpina (veneta)
- 8ª Legione Cisalpina (veneziana)
- Battaglione del Serio su 9 compagnie (1 granatieri) (14 agosto 1797), poi III/5ª Legione Cisalpina (29 aprile 1798)
- Battaglione autonomo Cacciatori Bresciani, già III coorte bresciana (31 gennaio 1798 - 22 marzo 1799)
- Battaglione di Guarnigione

Ordinamento 29 novembre 1798
- 1ª Mezza Brigata  di linea Severoli (legioni 1ª e 3ª)
- 2ª Mezza Brigata  di linea Spinola (legioni 2ª e 7ª)
- 3ª Mezza Brigata  di linea Milossevich (legioni 6ª e 8ª)
- 1ª Mezza Brigata leggera Orsatelli (legioni 4ª e 5ª e Cacciatori Bresciani)
- Corpo franco Cacciatori di Montagna del Serio e del Mella (26 marzo 1799) su 9 compagnie
- "Corpo franco italiano" di Lahoz (1º maggio - 30 giugno 1799)

### Cavalleria cisalpina
Primo ordinamento
- Reggimento Ussari Cisalpini (cremaschi e lombardi) (6 luglio 1797)
- Squadrone cacciatori a cavallo veronese
- Squadrone cacciatori a cavallo cispadano
- Squadrone Dragoni guardie del direttorio (disertori esteri)

Nuovo ordinamento
- 1º Reggimento ussari cisalpini (10 giugno 1798) su 4 squadroni
- Reggimento Dragoni cisalpini (su 1 solo squadrone)
- Compagnie guide di Brescia e Modena

Ussari di requisizione (26 settembre 1797-27 febbraio 1798)
- 13 compagnie (1a Milano, 2a Lodi, 3a Bergamo, 4a Cremona, 5a Pavia, 6a Como, 7a Modena, 8a Reggio, 9a Ferrara, 10a Brescia, 11a Crema, 12a Mantiva, 13a Bologna)

### Artiglieria, genio e marina
Primo ordinamento (luglio 1797)
- Divisione d'artiglieria lombarda
- 1ª Divisione d'artiglieria cispadana (bolognese e ferrarese)
- 2ª Divisione d'artiglieria cispadana (milanese e reggiana)
- Compagnia d'artiglieria bresciana

Nuovo ordinamento (1798-99)
- I e II battaglione d'artiglieria con 6 divisioni, 24 compagnie cannoniri, 2 di artisti e una di artificieri
- Corpo del genio
- Corpo dei ragionati di fortificazione
- Truppe del genio (2 compagnie di minatori, 2 di zappatori, 1 di artisti pontieri)

Flottiglia fluviale e lacustre cisalpina

### Guardia Nazionale (27 maggio 1797)
- Guardia Nazionale di Milano
- Legione del Reno (Bologna) su 4 e poi 8 battaglioni (1° e 2° San Giacomo, 3° e 4° S. Maria Maggiore, 5° e 6° S. Francesco, 7° e 8° S. Domenico) con 64 compagnie (8 granatieri, 48 ordinarie e 8 cacciatori)
- Legione del Basso Po (Ferrara) (7 luglio 1797) su 4 e poi 3 battaglioni cantonali
- Legione del Santerno (Imola) (6 luglio 1797) su 1 battaglione nel capoluogo (4 e poi 8 compagnie)
- Guardia Nazionale dell'Emilia (14 aprile 1797) Legioni del Lamone e del Rubicone

## Prima Repubblica Ligure (1797-1800)

### Truppe di Linea (22 luglio 1797)
- Guardia abituale del Direttorio Esecutivo (1 compagnia)
- Corpo di Giandarmeria Nazionale (19 giugno 1797) su 10 compagnie (1 scelta e 9 ordinarie)
- Battaglione d'artiglieria su 10 compagnie (1 operai e 9 di cannonieri)
- 1º Battaglione di linea (Genova) su 10 compagnie (1 granatieri, 8 fucilieri, 1 cacciatori)
- 2º Battaglione di linea (Genova) su 10 compagnie (1 granatieri, 8 fucilieri, 1 cacciatori)
- 3º Battaglione di linea (Riviera) su 10 compagnie (1 granatieri, 8 fucilieri, 1 cacciatori)
- 4º Battaglione di linea (Riviera) su 10 compagnie (1 granatieri, 8 fucilieri, 1 cacciatori)
- corpo del genio

### Truppe di linea (20 gennaio 1801)
- 4 e poi 6 compagnie autonome di gendarmeria
- Compagnia guardia del governo
- 12 compagnie cannonieri e 1 compagnia quadro operai
- 1º Battaglione di linea su 9 compagnie
- 2º Battaglione di linea su 9 compagnie

### Milizie scelte e truppe presidiarie
- Bersaglieri scelti dei Monti Liguri (28 settembre 1797) (4 compagnie franche)
- Compagnia degli Scelti di Capraia
- Corpo dei Veterani (5 ottobre 1797) (2 compagnie)

### Guardia Nazionale
- Legione ligure volontaria (17 giugno - 5 settembre 1797): 4 colonnellati di quartiere con 19 battaglioni (6 Pré, 4 Maddalena, 4 Molo, 5 Portoria) di sei compagnie (3 granatieri e 3 cacciatori)
- Guardia nazionale genovese (5-17 settembre 1797) su 19 battaglioni di 10 compagnie (2 scelte di granatieri e cacciatori e 8 ordinarie)
- Guardia nazionale ligure (19 ottobre 1798): 19 legioni riunite in 9 Divisioni (1a Centro su 3 legioni; 2a Polcevera; 3a Colombo; 4a Mezzodì; 5a Occidente; 6a Nord; 7a Portofino; 8a Lavagna; 9a Oriente, tutte su 2 legioni).
- Guardia Nazionale (9 febbraio 1800) su 5 legioni di Genova (1a Eguaglianza Molo; 2a Unione Maddalena; 3a Libertà Pré; 4a Fratellanza Portoria; 5a Giustizia Extramuros), 3 dell'Oltregiovi (Torriglia, Croce e Novi) e 8 in ciascuna delle due Riviere (S. Remo, Porto Maurizio, Alassio, Albenga, Finale, Savona, Voltri, Rivarolo, S. Martino, Recco, Rapallo, Chiavari, Levanto, Sestri, La Spezia, Sarzana).

## Repubblica Francese

### Truppe franco-piemontesi (1798-1799)
Cavalleria piemontese
| Vecchi Reggimenti         | Nuova denominazione | Ulteriori modifiche             |
| ------------------------- | ------------------- | ------------------------------- |
| Dragoni del Re            | 1º Cavalleria       | 1° Dragoni Piemontesi           |
| Cavalleggeri del Re       | 2º Cavalleria       | 2* Dragoni Piemontesi           |
| Dragoni di Piemonte       | 3º Cavalleria       | 3° Dragoni Piemontesi           |
| Piemonte Reale cavalleria | 4º Cavalleria       | 4° Dragoni piemontesi           |
| Savoia cavalleria         | 5º Cavalleria       | incorporato nel 2° e 4° Dragoni |
| Dragoni della Regina      | 6º Cavalleria       | incorporato nel 1° e 3° Dragoni |

Fanteria piemontese
| Mezze Brigate piemontesi | Primi Battaglioni | Secondi Battaglioni | Terzi Battaglioni       |
| ------------------------ | ----------------- | ------------------- | ----------------------- |
| 1a di linea              | Savoia            | Aosta               | Lombardia               |
| 2a di linea              | Monferrato        | Saluzzo             | Alessandria             |
| 3a di linea              | Piemonte          | Regina              | Oneglia                 |
| 1a leggera               | Guardie           | Leggero             | Pionieri e Corpo Franco |

- Reggimento artiglieria piemontese (I e II battaglione, con 14 compagniecannonieri e 2 i maestranze)
- Compagnia pontonieri d'artiglieria
- Artiglieri veterani (2 Compagnie)
- Corpo del genio piemontese
- Compagnia minatori piemontesi

Truppe presidiarie e di sicurezza interna
- Squadrone Carabinieri Piemontesi (ex-guardie del corpo)
- Battaglione alemanno
- Battaglione grigione
- 2a Mezza Brigata leggera (patrioti: 3 battaglioni quadro)
- Legione Valdese
- Battaglione sacro di Torino (7-25 maggio 1799)
- Corpo nazionale di gendarmeria (5 compagnie a cavallo e 6 a piedi)
- 17 compagnie invalidi
- Guardia Svizzera
- Archibugieri guardie della porta
- Dragoni guardacaccia

Guardia Nazionale di Torino (18 dicembre 1798 - 28 maggio 1799)
- 4 mezze brigate (o Legioni), 12 battaglioni, 96 compagnie
- Battaglioni della Speranza (26 febbraio 1799)

### Truppe franco-elvetiche (1798-1799)
- 1e Légion Helvétique (ex-Reggimenti svizzeri al servizio sardo d'Ernst e Bachmann)
- 2e Légion Helvétique (ex-Reggimenti svizzeri al servizio sardo Zimmermann, Bachmann, Peyer-im-Hoff)

### Legione Italica (8 settembre 1799 - 30 aprile 1800)
Comandante Giuseppe Lechi

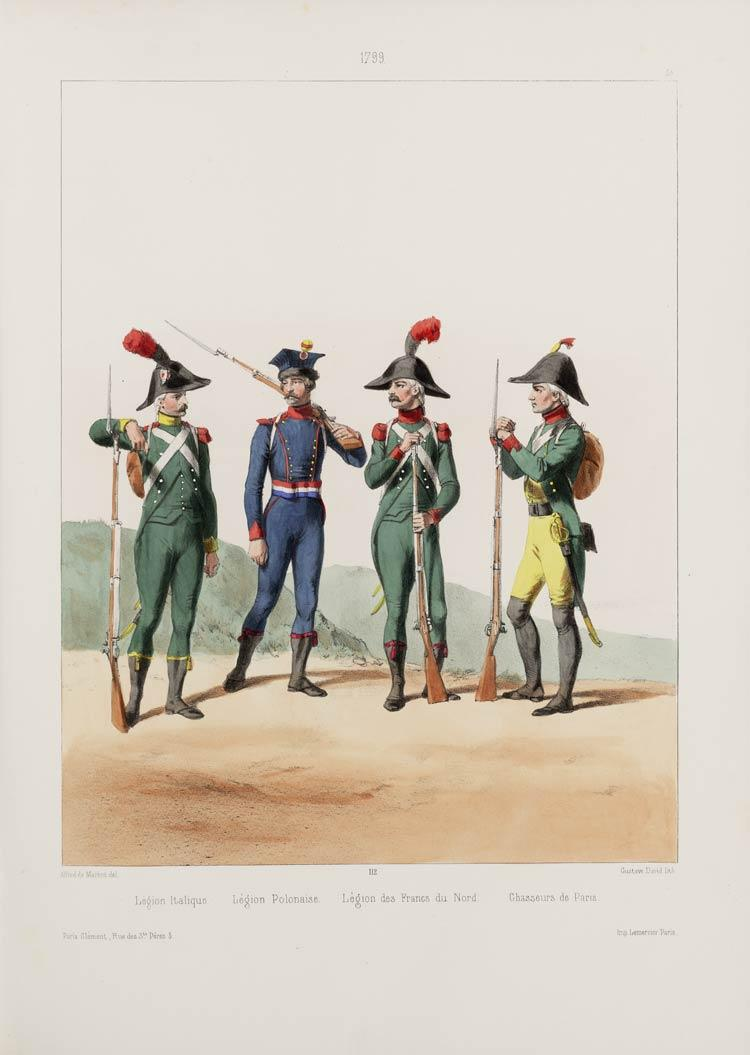
1799- Légion Italique - Légion Polonaise - Légion des Francs du Nord - Chasseurs de Paris.

- 1ª Mezza Brigata italica (Luigi Peyri)
- 2ª Mezza Brigata italica (Severoli)
- Battaglioni I Lechi; II Girard; III Fontane; IV Lorot; V Robillard; VI Rougier (tutti su 1 compagnia granatieri e 9 fucilieri)
- Reggimento Cacciatori a cavallo (Viani) su 2 squadroni
- Compagnia artiglieria leggera (Montrebruno) su 6 pezzi
- Battaglione autonomo italico di Nizza (Tonduri)
- 1º Reggimento ussari cisalpini (autonomo) (Campagnola)

Al momento della sua istituzione vi si arruolarono piemontesi, cisalpini, romani e napoletani, per un totale di circa 8.000 uomini. Nel 1800 vi militavano anche polacchi.

### Truppe franco-piemontesi (1800-1802)
Truppe di linea
- Gendarmeria nazionale piemontese (poi incorporata in varie legioni della Gendarmerie nationale)
- Corpo del genio (poi incorporato nel genio francese)
- 1º Reggimento d'artiglieria su 10 compagnie di cannonieri e 1 di operai (poi divenuto battaglione del 1er Régiment d'artillerie à pied)
- 1a Mezza Brigata di linea piemontese (1801), poi 111e Demi-brigade de ligne (111e R. I. de ligne).
- 2a Mezza Brigata di linea piemontese, poi 112e Demi-brigade de ligne (sciolta il 25 settembre 1803)
- Truppe Leggere poi 31e Demi-brigade d'infanterie légère
- Reggimento Dragoni piemontesi, poi 21e dragons
- Reggimento Ussari piemontesi, poi 17e/26e chasseurs à cheval

Truppe provinciali
- 1a Mezza Brigata provinciale (Battaglioni Casale e Acqui)
- 2a Mezza Brigata provinciale (Battaglioni Mondovì e Cuneo)
- 3a Mezza Brigata provinciale (Battaglioni Pinerolo e Susa)
- 4a Mezza Brigata provinciale (Battaglioni Torino e Asti)
- 5a Mezza Brigata provinciale (Battaglioni Ivrea e Vercelli)

Truppe locali
- Battaglione di guarnigione (5 compagnie, formate con gli invalidi atti al servizio e gli archibugieri guardie della porta) poi IV/5e Demi-brigade de Vétérans
- Artiglieri veterani (2 compagnie)
- Corpo invalidi, poi veterani nazionali (8 compagnie), incorporato nel IV/5e D-B vétérans
- Dragoni guardacaccia (sciolti nel febbraio 1803)

## Repubblica Romana (1798-1799)

### Truppe regolari
- 1ª Legione Romana (10 marzo 1798) (Ordioni): battaglioni 1° Valory, 2° Pignatelli, Invalidi de Raxis Hassan)
- 2ª Legione Romana (Santacroce): battaglioni coscritti del Trasimeno (Frarje) e del Clitumno (Turski)
- 3ª Legione Romana (Nielepix): battaglione di Ancona (Zannini) e coscritti del Musone (Nielepix) e del Metauro (Ronca)
- 4ª Legione Romana (Dubarry): battaglioni coscritti del Musone e del Tronto (Bonfili)
- 5ª Legione Romana (Biancoli): battaglioni coscritti del Cimino e del Circeo (Bai)
- Battaglione Urbinate (27 dicembre 1797 - 14 giugno 1799)
- 1º Reggimento Dragoni romani (10 marzo 1798) (Roize, squadroni Galassi e Charpentier)
- Gendarmeria romana su 8 compagnie dipartimentali (Roma - Tevere; Anagni - Circeo; Viterbo - Cimino; Spoleto - Clitumno; Fermo - Tronto; Macerata - Musone; Perugia - Trasimeno; Ancona - Metauro), 24 tenenze, 32 sergenzie, 128 brigate (poi trasformata in 3° e 4° Dragoni)
- 2º Reggimento dragoni romani (Debaste) su 2 squadroni (Riccardi e Narbonne)
- 3º Reggimento dragoni romani (Palombini) su 2 squadroni (Giannetti e De Cumis)
- 1º Reggimento d'artiglieria romano (3 aprile 1799) su 2 battaglioni e 8 compagnie
- Corpo del Genio
- Artiglieri di marina (Torri della Spiaggia Romana)
- Marina

### Truppe di sicurezza interna
- Corpo franco dei cacciatori (Pasquali) (già Corpo dei Birri e Balivi, o "soldati silvani") (5 dicembre 1798)
- Cacciatori franchi del capitano Revelley
- Distaccamenti di patrioti romani
- Corpo patrioti volontari a cavallo o ussari romani (15 maggio 1799)
- Battaglione Volontari del Trasimeno
- Battaglione della Vendetta (Ancona)
- 1º Battaglione Volontari di Roma
- Compagnie volontari (fucilieri, cannonieri, ussari) di Ancona

### Guardia Nazionale sedentaria (6 marzo 1798)
- Guardia Nazionale di Roma su 12 Sezioni (Campidoglio, Gianicolo, Vaticano, Pompeo, Pantheon, Bruto, Flaminio, Marte, Quirinale, Pincio, Terme, Suburra)
- Guardia Nazionale di Ancona su 8 compagnie
- Guardia Nazionale di Tivoli su 7 compagnie
- Guardia Nazionale di Perugia su 4 battaglioni e 32 compagnie
- Guardia (rurale) di polizia (31 luglio 1799)

## Repubblica Napoletana (febbraio-giugno 1799)

### Formazioni di ex-regolari e patrioti
- Compagnies franches campaniennes (27 dicembre 1798)
- Legione Tullia di Arpino (gennaio 1799)
- Legione di Ettore Carafa (gennaio 1799) su 2 battaglioni (1° Dubuisson, 2° Cossio)
- Legione Bruzia al Castelnuovo (Schipani) (marzo 1799)
- Legione Calabra al Castelnuovo (20 aprile 1799) 4 compagnie
- Squadrone di Pescara per la scorta ai corrieri
- Squadtone di Capua per la scorta ai corrieri
- Colonna volontari di Campobasso a Napoli
- Squadre speciali di patrioti (Giovani degli Incurabili)
- Volontari delle Società Patriottiche (31 gennaio 1799) 4 compagnie (Grutther - Muscari - Colonna - Affaitati)
- Gendarmi a Napoli (9 febbraio 1799)

### Ordinamento Manthoné (15-18 maggio 1799)
- Quadri 1ª Legione Sannita (Belpulsi) (capibattaglione Santander, Dumarteau, D'Ambrosio)
- Quadri 2ª Legione Volturna (capibattaglione Pinedo, Rossi, Lentini)
- Quadri 3ª Legione Salentina (capibattaglione De Roche, Andruzzi, Foster)
- Quadri 4ª Legione Lucana (capibattaglione Ritucci, Pescetti, Bianchi)
- Quadri Reggimento Cacciatori a cavallo (capisquadrone Arezzo - Malaspina)
- Quadri Reggimento Ussari (caoisquadrone Spinelli - Carrascosa)
- Quadri Reggimento Dragoni (capisquadrone Roccaromana - Libera)
- Artiglieria - corpo d'assedio e da campo (Lahalle) su 3 battaglioni e 16 compagnie (12 cannonieri a piedi, 1 a cavallo, 1 artificieri, 1 pontieri, 1 zappatori carpentieri)
- Artiglieria - corpo da costa
- Legione navale su 2 compagnie

### Guardia Nazionale
- Guardia civica di Napoli (6 febbraio 1799) su 6 legioni, 12 battaglioni, 72 compagnie: costituite solo le prime tre legioni (Monteoliveto, Montecalvario, Pizzofalcone)
- Legione ussari civici di Napoli o guide rosse (3 aprile 1799), guardia della Commissione esecutiva
- Guardia civica nei dipartimenti

## Seconda Repubblica Cisalpina (1800-1802)

### 1ª Divisione Italica (Gateano Lechi)
- 1ª Mezza Brigata italica (Peyri) su 3 Battaglioni di 9 compagnie (1 granatieri e 8 fucilieri)
- 2ª Mezza Brigata italica (Severoli) composta come la 1ª MB
- Battaglione leggero italico (5 settembre 1800) su 9 compagnie (1 carabinieri e 8 cacciatori)
- Battaglione Ufficiali stranieri (Casella) (20 giugno 1800)
- 1° Mezzo reggimento ussari (Viani) su 2 squadroni (27 agosto 1800)
- Battaglione d'artiglieria italico (27 agosto 1800)
- Corpo del genio (27 agosto 1800)

### 2ª Divisione Cisalpina (Domenico Pino)

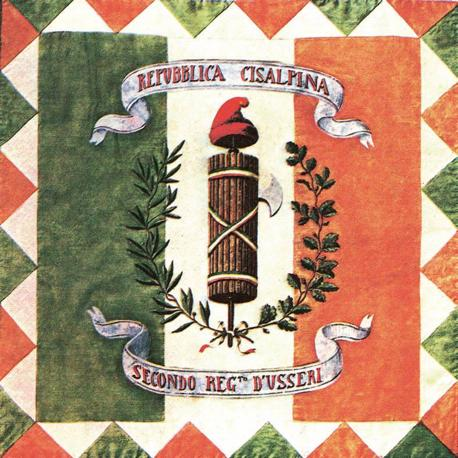
Bandiera di guerra del 2º Reggimento ussari cisalpini

- 1ª Mezza Brigata cisalpina (Mazzucchelli) composta come la 1ª italica
- 2ª Mezza Brigata cisalpina (Serres) composta come la precedente
- Battaglione leggero cisalpino
- Battaglione Ufficiali cisalpini
- Battaglione romano
- 2º Mezzo Reggimento ussari cisalpini (Balabio) su 2 squadroni

### Altre unità
- Reggimento cacciatori a cavallo (ex-dragoni piemontesi e cacciatori Bussy: erano emigrati francesi al servizio austriaco amnistiati e tornati nelle file repubblicane)
- Guardia del corpo legislativo (27 agosto 1800)
- Deposito generale truppe cisalpine
- 1º Reggimento d'artiglieria cisalpino (De Kokel) su 1 compagnia a cavallo e 2 a piedi (27 giugno 1800)
- Compagnia minatori del corpo del genio (27 giugno 1800)
- Battaglione zappatori su 6 compagnie (27 giugno 1800)